# Nikola Stojanović (giocatore di football americano 1988)
Nikola Stojanović (12 agosto 1988 – 14 novembre 2017) è stato un giocatore di football americano serbo, che ha giocato gioca nel ruolo di special teamer.
È morto a Malta per un incidente mentre nuotava.